# Synanthedon cupreifascia
Synanthedon cupreifascia is een vlinder uit de familie wespvlinders (Sesiidae), onderfamilie Sesiinae.
Synanthedon cupreifascia is voor het eerst wetenschappelijk beschreven door Miskin in 1892. De soort komt voor in het Australaziatisch gebied.